# Підклас мінералів
Підклас мінералів (англ. subclass of minerals, mineral division) – систематична одиниця в мінералогії, яка виділяється в межах класу на основі загальної структурної подібності мінеральних видів, якою є характер зчеплення між структурними одиницями. Підклас мінералів — це підрозділ другого рівня класифікації мінералів, що застосовується лише до класів силікатів і боратів. Класифікація відбувається на основі конфігурації тетраедрів, утворених силікатними (SiO42-) або боратними (BO33-) аніонами.
Виходячи з цієї класифікації, існують наступні підкласи класу силікатів:
- Ортосилікати
- Соросилікати
- Циклосилікати
- Іносилікати
- Філосилікати
- тектосилікати

Борати також можна розділити за тією ж схемою:
- Моноборати
- Ортоборати (Незоборати)
- Сороборати
- Іноборати
- Філоборати
- Тектоборати